# Institución Correccional Federal Pekin

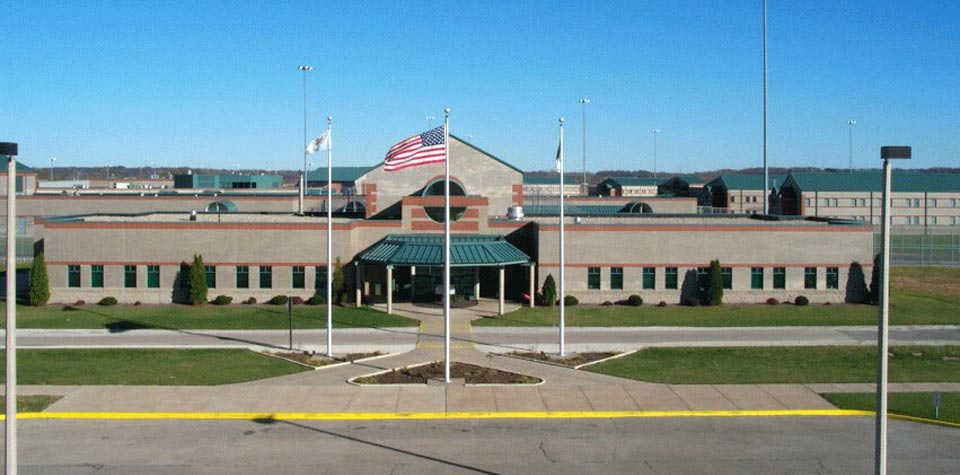
FCI Pekín

La Institución Correccional Federal, Pekín (Federal Correctional Institution, Pekin o FCI Pekin) es una prisión federal en Pekín, Illinois, Estados Unidos. Como parte de la Agencia Federal de Prisiones (BOP por sus siglas en inglés), se abrió en 1994. Tiene una instalación de seguridad media y la Prisión Federal Camp, Pekín (Federal Prison Camp, Pekin o FPC Pekin), una instalación de seguridad mínima. FPC Pekín, que se abrió en 1994, tenía mujeres. En el mayo de 2011, se convirtió en una instalación para hombres.